# Vechten (plaats)
Vechten is een kleine woonplaats in de gemeente Bunnik, in de Nederlandse provincie Utrecht. De plaats ligt ruwweg tussen de spoorlijn Utrecht-Arnhem en de autosnelweg A12 in het zuiden en de Kromme Rijn, nabij Kasteel Rhijnauwen, in het noorden. Vechten wordt doorsneden door de weg Utrecht-Bunnik, de Provinciale weg 411 en de meeste woningen zijn geconcentreerd bij en aan de zijstraat de Achterdijk. Vechten heeft 130 inwoners (2004).

## Geschiedenis
De plaats heeft een lange geschiedenis. In de Romeinse tijd lag hier het castellum Fectio gesitueerd dicht bij de plek waar de rivier de Vecht van de Rijn afsplitste. In vroegmiddeleeuwse bronnen stond Vechten ook wel bekend onder de naam Wiltenburg. Nabij Vechten ligt heden ook het rond 1869 als onderdeel van de Nieuwe Hollandse Waterlinie gebouwde Fort bij Vechten.
Van 1890 tot 15 mei 1933 was er tevens een stopplaats langs de Rhijnspoorweg in de plaats.

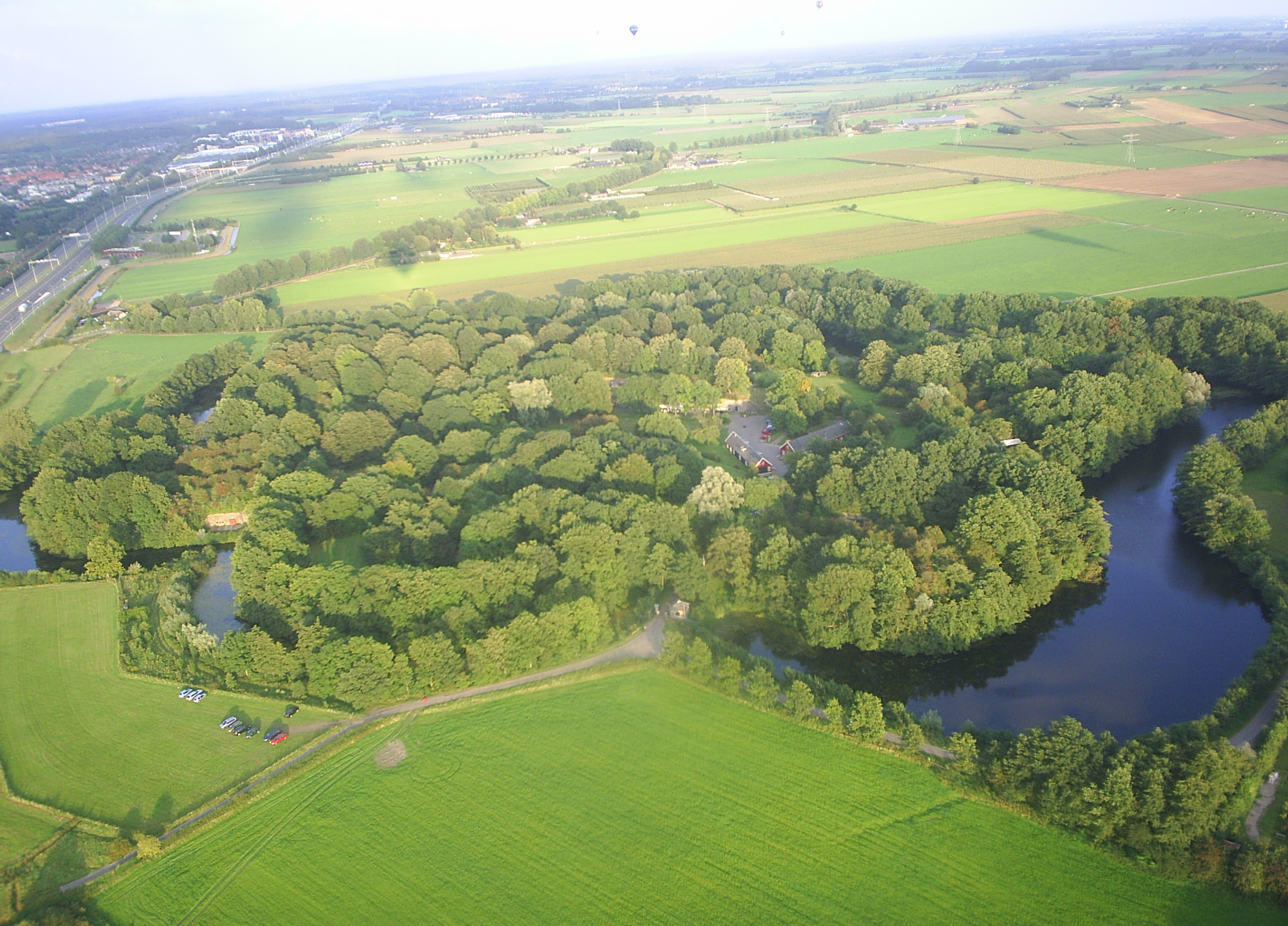
Fort bij Vechten
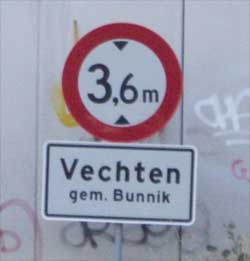
Plaatsnaamsbord Vechten